# 尼古拉·泽林斯基

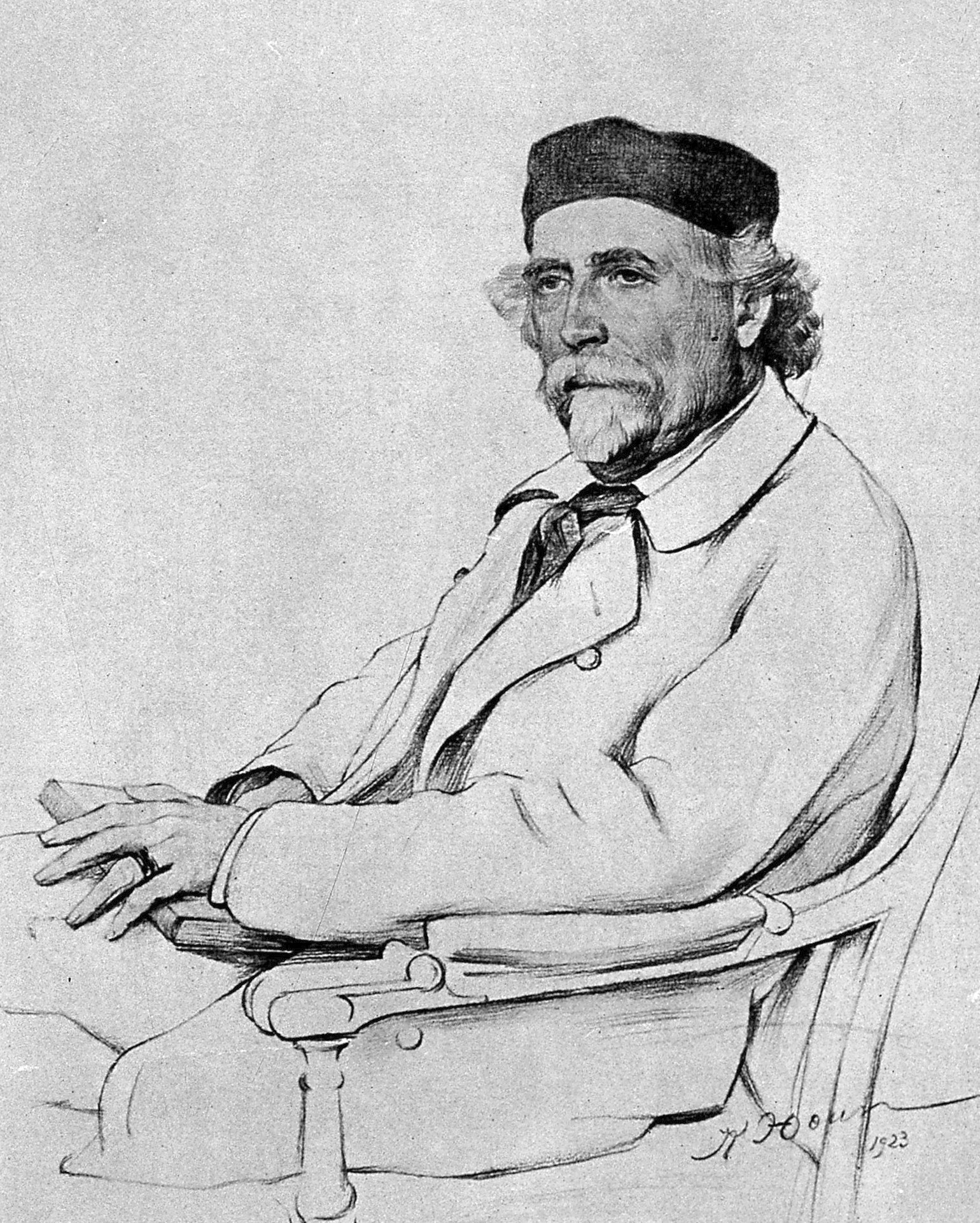
1923年

尼古拉·德米特里耶维奇·泽林斯基（俄语：Николай Дмитриевич Зелинский，1861年2月6日—1953年7月31日）是苏联烏克蘭裔化学家。苏联科学院院士。社会主义劳动英雄。
他在乌克兰的敖德薩大学接受教育，曾赴德国莱比锡大学和哥廷根大学留学。第一次世界大战期间，他发明了俄国第一个碳素防毒面具。

## 生平
1861年出生于赫尔松省蒂拉斯波尔。早年失去双亲，在外祖母的抚养下长大。他在敖德萨接受中学教育，最后考上了新罗西斯克帝国大学（敖德萨大学）自然科学系，1884年以一篇关于氨基酸的论文毕业。1885年，他以公费生的资格被派往德国。两年里，他分别在莱比锡大学和哥廷根大学跟随约翰尼斯·威利森努斯和维克托·梅耶教授做研究。期间，他开始了对噻吩系化合物同分异构物的研究:78。
回国后，他成为新罗西斯克大学非编制讲师，主要讲授普通化学课。1889年，他以一篇名为“在噻吩系中的同分异构问题”的论文，通过了副博士学位答辩。1891年，他以一篇名为“在一系列饱和碳氢化合物中的立体异构问题”的论文，获得了全博士学位。1983年夏，他被邀请到莫斯科大学工作，担任化学分析实验室专任教授:79。
1911年，受进步革命运动的影响，他和一批教授抗议国民教育大臣的政策而集体辞职。他迁居圣彼得堡，在财政部中央实验室工作，并在工业学院经济系主持商品学教研室:80。
1917年二月革命后，他返回莫斯科，继续研究。1929年当选苏联科学院院士。1929年至1938年担任有机化学系主任，之后担任石油化学系主任。1953年7月31日去世。安葬于新圣女公墓。

## 研究
1891年，泽林斯基被派往黑海进行水质考察，和从事微生物学研究的同事一起发现了微生物的硫化氢发酵过程。
1914年第一次世界大战爆发后，德国军队开始使用毒气。泽林斯基开始在彼得格勒研究防毒面具。经过一连串的失败，他放弃了只能吸收一种毒气的“湿法防毒”方法，采用白桦树的木炭做实验，制成改进版的防毒面具。这种面具可以吸收所有由呼吸器官吸入的易凝结毒气:371。它被俄罗斯和盟军广泛使用。

## 社会活动
1893年10月21日，泽林斯基加入了莫斯科自然实验工作者协会，1896年担任审查委员会委员，1932年至1935年担任副主席，从1935年开始担任主席:78。

## 纪念
- 月球泽林斯基环形山。